# Hans Henrik Gottschalch
Hans Henrik Christian Gottschalch (5. maj 1922 på Frederiksberg – 17. marts 1945 smst.) var en dansk frihedskæmper og bror til pressefotograf Jesper Gottschalch.
Han var søn af skuespillerparret Christian Viggo Gottschalch og Ellen Gottschalch og var automekaniker. Han og broderen var aktive i modstandsarbejdet i "Gruppe 1944" ifm. den illegale presse, sabotageaktioner mm. Han skaffede bl.a. via sit arbejde biler til sin modstandsgruppe.
Den 17. marts faldt han i et tysk baghold og blev skudt og dræbt på Øster Allé i København, eller han døde på det tyske Lazaret på Nyelandsvej.

## Efter hans død
Hans drab fik moderen til aktivt at gå ind i modstandsbevægelsen.
Efter befrielsen blev hans jordiske rester fundet i Ryvangen og ført til Retsmedicinsk Institut og blev 29. august 1945 begravet i Mindelunden i Ryvangen.
Der blev opsat en mindetavle på Øster Allé på Østre Elektricitetsværk nr. 6, hvor han faldt i det tyske baghold.